# Nils Ohlin
Nils Olov Ohlin, född 17 juli 1895 i Stockholm, död 30 juli 1958 i Oscars församling i Stockholm, var en svensk skådespelare och instrumentmakare. Han scendebuterade 1919.
Nils Ohlin är gravsatt i Gustav Vasa kyrkas kolumbarium i Stockholm.

## Filmografi i urval
- 1921 – De landsflyktige
- 1922 – Kärlekens ögon
- 1923 – Johan Ulfstjerna
- 1924 – Unge greven ta'r flickan och priset
- 1924 – En piga bland pigor
- 1925 – Karl XII
- 1925 – Ingmarsarvet
- 1926 – Fänrik Ståls sägner-del I
- 1926 – Fänrik Ståls sägner-del II
- 1926 – Hon, den enda
- 1926 – Hon, Han och Andersson
- 1929 – Säg det i toner
- 1932 – Kärleksexpressen
- 1933 – Hustru för en dag
- 1933 – Flickan från varuhuset
- 1934 – Flickorna från Gamla stan
- 1935 – Äventyr i pyjamas
- 1937 – Mamma gifter sig
- 1939 – I dag börjar livet
- 1940 – Romans
- 1941 – I paradis ...
- 1941 – Lasse-Maja
- 1942 – Vårat gäng
- 1943 – En flicka för mej
- 1944 – Sabotage
- 1947 – Två kvinnor
- 1948 – Flottans kavaljerer
- 1949 – Stora Hoparegränd och himmelriket
- 1949 – Kärleken segrar
- 1951 – Frånskild
- 1952 – Blondie, Biffen och Bananen
- 1954 – Simon syndaren

## Teater

### Roller (ej komplett)
| År   | Roll                           | Produktion                                                                           | Regi                    | Teater                   |
| ---- | ------------------------------ | ------------------------------------------------------------------------------------ | ----------------------- | ------------------------ |
| 1920 | Claus                          | Barnsölet (Barselstuen) Ludvig Holberg                                               | Rune Carlsten           | Intima teatern           |
| 1920 | Didier                         | Aigretten (L’aigrette) Dario Niccodemi                                               | Einar Fröberg           | Intima teatern           |
| 1920 | Andre främlingen               | Öga för öga (The Skin Game) John Galsworthy                                          | Einar Fröberg           | Intima teatern           |
| 1920 | Emile                          | Fästningen faller (La Prise de Berg-Op-Zoom) Sacha Guitry                            |                         | Intima teatern           |
| 1920 | En polis                       | 2 X 2=5 Gustav Wied                                                                  |                         | Intima teatern           |
| 1926 | Harry                          | Moloch Erik Lindorm                                                                  | John W. Brunius         | Oscarsteatern            |
| 1927 | Bertie Lennox                  | Bättre folk (The Best People) Avery Hopwood och David Gray                           | Pauline Brunius         | Oscarsteatern            |
| 1927 | Sekreteraren                   | Komedin på slottet (Spiel im Schloss ) Ferenc Molnár                                 | Albert Nycop            | Helsingborgs stadsteater |
| 1927 | Pierre Bourdelot               | Kristina August Strindberg                                                           | Gösta Cederlund         | Helsingborgs stadsteater |
| 1927 | Harry Compass                  | En bättre herre (Ein besserer Herr ) Walter Hasenclever                              | Gösta Cederlund         | Helsingborgs stadsteater |
| 1927 | Förste teaterarbetaren         | Simson och Delila (Samson og Dalila) Sven Lange                                      | John Westin             | Helsingborgs stadsteater |
| 1927 | Benny                          | Mysteriet Milton (The Ringer) Edgar Wallace                                          | Gösta Cederlund         | Helsingborgs stadsteater |
| 1927 | Viktor                         | Halta Lena och vindögda Per Ernst Fastbom                                            | Albert Nycop            | Helsingborgs stadsteater |
| 1927 | Bertie Lennox                  | Bättre folk (The Best People) Avery Hopwood och David Gray                           | Gösta Cederlund         | Helsingborgs stadsteater |
| 1928 | Philip Evans                   | Gröna hissen (Fair and Warmer) Avery Hopwood                                         | Albert Nycop            | Helsingborgs stadsteater |
| 1928 | Knut Sjöberg, advokat          | Hurra! En pojke! (Hurra, ein Junge) Franz Arnold och Ernst Bach                      | Sigurd Wallén           | Södra Teatern            |
| 1928 | Doktor Blackstone              | Spindeln (The Spider) Fulton Oursler och Lowell Brentano                             |                         | Södra Teatern            |
| 1931 | Birger                         | Vägen framåt (Underveis) Helge Krog                                                  | Harry Roeck-Hansen      | Blancheteatern           |
| 1931 | Henning                        | Storken Thit Jensen                                                                  | Harry Roeck Hansen      | Blancheteatern           |
| 1931 | Bruno Klatte                   | Till polisens förfogande (Voruntersuchung) Max Alsberg och Otto Ernst Hesse          | Harry Roeck-Hansen      | Blancheteatern           |
| 1931 | Abbe                           | Tredubbelt gifta (Abieʼs Irish Rose) Anne Nichols                                    | Semmy Friedmann         | Blancheteatern           |
| 1932 | Grischa                        | Kamrat Arina står brud (Die Liebe auf dem Lande) I.M. Wolkow                         | Harry Roeck-Hansen      | Blancheteatern           |
| 1932 | Higgins                        | Syndafloden Henning Berger                                                           | Harry Roeck-Hansen      | Blancheteatern           |
| 1932 | Medverkande                    | Harrys bar, revy Berco och Chatham                                                   | Nils Johannisson        | Blancheteatern           |
| 1932 | Maurice                        | Hotellrummet (Chambre dʼhôtel) Pierre Rocher                                         | Harry Roeck-Hansen      | Blancheteatern           |
| 1932 | Erik                           | Urspårad (Afsporet) Karl Schlüter                                                    | Svend Gade              | Blancheteatern           |
| 1933 | Johan Karleby                  | Livet har rätt Dicte Sjögren                                                         | Harry Roeck-Hansen      | Blancheteatern           |
| 1933 | Andreas Blek af Nosen          | April, april eller Vad ni vill (Twelfth Night, or What You Will) William Shakespeare | Per Lindberg            | Blancheteatern           |
| 1933 | Luftskeppskaptenen             | Luftexpressen (Potyautas) Alexander Lestyan och János Vaszary                        |                         | Folkteatern              |
| 1933 | Tom Kemp                       | Mollusken (The Mollusc) Hubert Henry Davies                                          | Harry Roeck Hansen      | Blancheteatern           |
| 1933 | Walter Hallam                  | Vi Hallams (Another Language) Rose Franken                                           | Knut Martin             | Blancheteatern           |
| 1933 | Laquermance                    | Spillror Dicte Sjögren                                                               | Harry Roeck-Hansen      | Blancheteatern           |
| 1934 | Preben                         | Treklang Helge Krog                                                                  | Per Lindberg            | Blancheteatern           |
| 1934 | Billy                          | Strumpebandet (Getting Gertie’s Garter) Avery Hopwood                                | Harry Roeck-Hansen      | Blancheteatern           |
| 1934 | Kenneth Bixby                  | Ingen rädder (Goodbye Again) Allan Scott och George Height                           | Knut Martin             | Blancheteatern           |
| 1934 | Medverkande                    | Razzia, revy Kar de Mumma                                                            | Harry Roeck-Hansen      | Blancheteatern           |
| 1935 | Doktor Emile Flordon           | Processen Bennet (Libel) Edward Wooll                                                | Harry Roeck-Hansen      | Blancheteatern           |
| 1935 | Mr Horden                      | Familjen Cantrell Louis de Geer                                                      | Ester Roeck-Hansen      | Blancheteatern           |
| 1935 | Jimmie                         | Bizarr musik (Strange Orchestra) Rodney Ackland                                      | Harry Roeck-Hansen      | Blancheteatern           |
| 1935 | Leo                            | Han, hon och han (Design for Living) Noël Coward                                     | Ragnar Arvedson         | Blancheteatern           |
| 1935 | Felix Kling                    | Härmed hava vi nöjet, revy Kar de Mumma, Karl-Ewert och Alf Henrikson                | Harry Roeck-Hansen      | Blancheteatern           |
| 1935 | Wenusch                        | Gatumusikanter (Strassenmusik) Paul Schurek                                          | Sigurd Magnussøn        | Blancheteatern           |
| 1935 | Ludvig von Bathwyl             | Flickan i frack Hjalmar Bergman                                                      | Per Lindberg Karl Kinch | Vasateatern              |
| 1935 | Alec Winstone                  | Kamratäktenskap (The Dominant Sex) Michael Egan                                      | Per Lindberg            | Vasateatern              |
| 1935 |                                | Innanför grindarna (Within the Gates) Sean O'Casey                                   | Per Lindberg            | Vasateatern              |
| 1935 | Gratiano                       | Köpmannen i Venedig (The Merchant of Venice) William Shakespeare                     | Per Lindberg            | Vasateatern              |
| 1936 | Ottokar                        | Peter Peter (Ingeborg) Curt Goetz                                                    | Gösta Ekman             | Vasateatern              |
| 1937 | Herr Larsson                   | Melodien som kom bort (Melodien der blev væk) Kjeld Abell                            | Per Lindberg            | Vasateatern              |
| 1941 | Beverly Carlton                | Han som kom till middag (The Man Who Came to Dinner) George S. Kaufman och Moss Hart | Martha Lundholm         | Vasateatern              |
| 1941 | Walter                         | Kan man lita på Peter? (Feleség) Johann von Bokay                                    | Martha Lundholm         | Vasateatern              |
| 1942 | Rickard                        | Kid Jackson (Le Corsaire) Marcel Achard                                              | Olof Molander           | Vasateatern              |
| 1942 | Montmartreganymeden            | Flykten från Paris Lo Håkansson                                                      | Martha Lundholm         | Vasateatern              |
| 1942 | Albert Nielsen                 | Lille Napoleon Paul Sarauw                                                           | Max Hansen              | Vasateatern              |
| 1943 | Tom Widegren                   | Herr Blink går över alla gränser Lars-Levi Laestadius                                | Per Lindberg            | Vasateatern              |
| 1943 | Mr Corder                      | Den okuvliga Mr Bunting (Mr Bunting) Robert Greenwood                                | Martha Lundholm         | Vasateatern              |
| 1943 | Lord Charles Temperley         | Teater (Theatre) W. Somerset Maugham                                                 | Martha Lundholm         | Vasateatern              |
| 1944 | Hertigen                       | Solsken då och då (While the Sun Shines) Terence Rattigan                            | Martha Lundholm         | Vasateatern              |
| 1945 | Felix Munck                    | En förtjusande fröken (Bezauberndes Fräulein) Ralph Benatzky                         | Max Hansen              | Vasateatern              |
| 1945 | Medverkande                    | Taggens varuhusrevy Georg Eliasson och Gösta Rybrant                                 | Per-Axel Branner        | Nya Teatern              |
| 1945 | Ivan Romanitsch Cebutykin      | Tre systrar (Три сeстры, Tri sestry) Anton Tjechov                                   | Per-Axel Branner        | Nya Teatern              |
| 1946 | Olivier                        | Doris Marcel Thiébaut                                                                | Martha Lundholm         | Vasateatern              |
| 1946 | Rosenstein                     | Patrasket Hjalmar Bergman                                                            | Anders Henriksson       | Vasateatern              |
| 1947 | Mr Dumby                       | Solfjädern (Lady Windermere’s Fan) Oscar Wilde                                       | Martha Lundholm         | Vasateatern              |
| 1948 | Styver                         | Kärlekens komedi (Kjærlighedens komedie) Henrik Ibsen                                | Martha Lundholm         | Vasateatern              |
| 1949 | Jeronimus                      | Maskerad (Mascarade) Ludvig Holberg                                                  | Gunnar Skoglund         | Vasateatern              |
| 1949 | Baron Peron                    | Kiki André Picard                                                                    | Martha Lundholm         | Vasateatern              |
| 1949 | Albert Kummer                  | Kära Ruth (Dear Ruth) Norman Krasna                                                  | Gösta Cederlund         | Vasateatern              |
| 1949 | Baron de Charancay             | Inte för er, mina damer (N’ecoutez pas , Mesdames) Sacha Guitry                      | Martha Lundholm         | Vasateatern              |
| 1949 | Omar Gaffney                   | Harvey Mary Chase                                                                    | Martha Lundholm         | Vasateatern              |
| 1950 | Pastor Hargreaves              | Äktenskapsbrott (Breach of Marriage) Dan Sutherland                                  | Per-Axel Branner        | Nya Teatern              |
| 1950 | Papa Gonzales                  | Jagande efter vind (Summer and Smoke) Tennessee Williams                             | Per-Axel Branner        | Nya Teatern              |
| 1950 | Philippe Grand                 | Boboll (Bobosse) André Roussin                                                       | Per-Axel Branner        | Nya Teatern              |
| 1951 | Kyrkoherden                    | Clérambard Marcel Aymé                                                               | Per-Axel Branner        | Nya Teatern              |
| 1951 | Damiens                        | Så tuktas kärleken (La repetition ou l'amour puni) Jean Anouilh                      | Per-Axel Branner        | Nya Teatern              |
| 1952 | Överste Desmond Rinder-Sparrow | Överstarnas kärlek (The love of four colonels) Peter Ustinov                         | Per Gerhard             | Nya Teatern              |
| 1952 | Victor                         | Gigi Anita Loos                                                                      | Per-Axel Branner        | Nya Teatern              |
| 1952 | David Sherry                   | Man till salu (The Bottom of the Pile) Ernest Vajda och Clement Scott Gilbert        | Per-Axel Branner        | Nya Teatern              |
| 1953 | Pierre Chassaigne              | Flodlinjen (The River Line) Charles Morgan                                           | Per-Axel Branner        | Nya Teatern              |
| 1953 | Kyparen                        | Kungliga sviten (Royal Suite) Ernest Vajda och Clement Scott Gilbert                 | Per-Axel Branner        | Nya Teatern              |
| 1954 | Ärkebiskopen                   | Lärkan (L'alouette) Jean Anouilh                                                     | Per-Axel Branner        | Nya Teatern              |
| 1955 | Wilson                         | Simon och Laura (Simon and Laura) Alan Melville                                      | Per-Axel Branner        | Nya Teatern              |
| 1956 | Ärkebiskopen                   | Romanoff och Juliet (Romanoff and Juliet) Peter Ustinov                              | Hans Dahlin             | Nya Teatern              |
| 1958 |                                | Järnvattnet i Madrid (El acero de Madrid) Lope de Vega                               | Sandro Malmquist        | Riksteatern              |